# Julija Belej-Iwaszkiw
Julia Belei (ur. 15 października 1988 r. we Lwowie)– ukraińska piosenkarka, autorka tekstów i organizatorka wydarzeń muzycznych, posiadająca polskie korzenie. Karierę rozpoczęła jako członkini zespołu Mirami, a następnie rozwinęła działalność solową. Znana z licznych występów telewizyjnych, koncertów charytatywnych i międzynarodowych projektów. W 2025 roku podpisała kontrakt z Warner Music Poland (Południowo-Wschodnia Europa), co zapoczątkowało nowy etap jej międzynarodowej kariery.

## Kariera muzyczna
Julia Belei rozpoczęła karierę wokalną w 2010 roku jako członkini ukraińskiego girls bandu Mirami. Zespół zdobył międzynarodową rozpoznawalność dzięki utworowi "Sexualna", który przez ponad dwa miesiące utrzymywał się na szczytach list przebojów w Europie. Piosenka była emitowana przez stacje radiowe w Czechach (Free Radio), Polsce (Radio ESKA, RMF Maxx, Open.FM) i wielu innych krajach. Teledysk trafił do rotacji stacji telewizyjnych Viva Polska, MTV Polska, ESKA TV, 4FunTV oraz MCM (Francja).Debiutancki album „Miramimania” ukazał się we wrześniu 2011 roku we współpracy z Magic Records / Universal Music Poland i w listopadzie tego samego roku uzyskał status złotej płyty.Kolejne single zespołu, takie jak „Summer Dreams” (z udziałem LayZee, członka Mr. President), „Amour”(nagrywany w Paryżu) oraz „Holiday” (z izraelskim duetem DJ Crystal Lake) cieszyły się międzynarodową popularnością, w tym w Niemczech, Austrii i Szwajcarii dzięki współpracy z wytwórnią Kontor Records.W 2012 roku Mirami wystąpiło na wielkim koncercie sylwestrowym „Sylwestrowa Moc Przebojów” transmitowanym przez Polsat, wykonując swoje przeboje oraz covery „Venus” i „Boys”.

## Działalność solowa i organizacyjna
Po odejściu z zespołu, Julia rozpoczęła karierę solową. Od 2020 roku utworzyła również zespol Odessa Band, który koncertował w Polsce przed pełnoskalową inwazją Rosji na Ukrainę.W 2021 roku powróciła na scenę jako solistka na koncercie „Wielkie Kolędowanie we Lwowie” organizowanym przez TVP. Wystąpiła także na sylwestrze „Sylwester Marzeń (2021)" w Zakopanem, dzieląc scenę z Jasonem Derulo, Julio Iglesiasem Jr., Modern Talking, Edytą Górniak i innymi.

## Działalność charytatywna i międzynarodowa
Od 2022 roku artystka aktywnie angażuje się w działalność charytatywną na rzecz Ukrainy. Była współorganizatorką i artystką podczas koncertów:
- Stay with Ukraine (Polsat)
- Praise to Ukraine” (Polsat i ukraińskie kanały: Suspilne, NOVY Channel, Ukraine24)[4],
- „Solidary with Ukraine”(TVP) – koncert otwarty utworem „My Dearest Mother”[5],
- „Save Ukraine – #STOP WAR” – międzynarodowy koncert-maraton transmitowany w ponad 20 krajach z udziałem m.in. Imagine Dragons, Netta, Salvador Sobral, Craig David, Fatboy Slim i in.

W sumie, dzięki organizowanym i współtworzonym przez nią i zespol wydarzeniom, zebrano ponad 30 milionów dolarów na pomoc Ukrainie. Yulia udzielała również wywiadów na temat sytuacji w kraju, w tym m.in. dla wietnamskiej telewizji – materiał obejrzało ponad 430 tysięcy widzów.Występowała w duecie z Ania Rusowicz na dużym koncercie w Rzeszowie (Europejski Stadion Kultury) (TVP2), gdzie wspólnie wykonały 20-minutowy set z utworami polskimi i ukraińskimi.Była również jedną z pierwszych artystek z Ukrainy, która wystąpiła podczas francuskiego koncertu Frenchtouch w Operze Narodowej w Warszawie, śpiewając w duecie z Mattem Pokorą. Wystąpiła także z legendarnym tenorem José Carrerasem podczas koncertu „Cud Życia” transmitowanego przez TVP.W 2023 roku reprezentowała Ukrainę podczas zamknięcia III Igrzysk Europejskich w Krakowie, wykonując utwór „Wild Dances” Rusłany. Wydarzenie transmitowane było w 50 krajach.W tym samym roku zaprezentowała nowy singiel „Back and Forwards” (we współpracy z DJ Komodo i Thomasem Sykesem)z ktorymi sie zapoznala sie pod czas koncertu Wakacyjna Trasa Dwojki w Sopocie oraz „Ukraine-Girl”, który zyskał popularność na TikToku.Belei wzięła również udział w programie „The Voice of Ukraine”gdzie wykonała m.in. piosenkę „Mamo tyś płakała” podczas odcinka blind auditions, odwracając dwa trenerskie fotele i awansując do kolejnego etapu programu.

## Eurowizja
W 2024 roku Yulia Belei została zakwalifikowana do narodowych preselekcji Ukrainy do Konkursu Piosenki Eurowizji z utworem „Run Dan Dan”, stworzonym we współpracy z uznanym izraelskim producentem muzycznym Yinonem Yahelem – autorem sukcesów takich artystów jak Netta, Noa Kirel, Jason Derulo, Christina Aguilera, Siai wielu innych.Kompozycja została wysoko oceniona przez komisję selekcyjną i przyciągnęła uwagę branży muzycznej w kraju i za granicą. Ostatecznie jednak, z powodów osobistych, artystka wycofała swój udział z rywalizacji o reprezentowanie Ukrainy w konkursie Eurowizji w Malmö.

## Nowy etap kariery:
W 2025 roku Julia Belei podpisała kontrakt z Warner Music Poland (Południowo-Wschodnia Europa), co zapoczątkowało nowy, międzynarodowy etap jej kariery. Pierwszym efektem tej współpracy jest singiel „Run Dan Dan”, będący energetyczną, nowoczesną kompozycją pop-dance z produkcją muzyczną autorstwa Yinona Yahela. Utwór od pierwszych sekund przyciąga dynamicznym rytmem, letnim brzmieniem i uniwersalnym przekazem – to muzyczna ucieczka od codzienności, manifest wolności, radości i nadziei mimo trudnych czasów.Do piosenki powstał teledysk w reżyserii Wołodymyra Szurubury, ukraińskiego twórcy znanego z dynamicznej narracji wizualnej. Wideo utrzymane jest w stylistyce przygodowej, z elementami miejskiego dance'u i lekkiej ironii.Wraz z premierą singla uruchomiono taneczny challenge w mediach społecznościowych pod hasztagami #IWannaRunDanDan oraz #RunDanDanSituation, który spotkał się z dużym zainteresowaniem użytkowników TikToka i Instagrama. „Run Dan Dan” został bardzo dobrze przyjęty przez słuchaczy, trafiając na playlisty największych stacji radiowych w Europie i Ukrainie, takich jak: RMF Maxx, Meloradio, NRJ i inn.Premiera singla jest uznawana za jedno z najważniejszych wydarzeń w karierze artystki, a sama Yulia Belei podkreśla, że to dopiero początek jej intensywnego powrotu na scenę międzynarodową.
1. ↑  Notowanie 6039 - Hop Bęc | RMF MAXX [online], www.rmfmaxx.pl [dostęp 2025-08-10].
2. ↑  Martyna Maruda, Odessa band zdobywa popularność. Co to za zespół? [online], Clamor, 8 września 2022 [dostęp 2025-06-15].
3. ↑  Wielkie kolędowanie we Lwowie [online], Golec uOrkiestra - Oficjalna strona zespołu [dostęp 2025-06-15].
4. ↑  Starlight Media підтримала колег з Польщі в організації концерту на честь річниці війни в Україні [online], starlight.media [dostęp 2025-06-15] (ukr.).
5. ↑  Julia Belei piosenkarka z Ukrainy o dramacie bliskich: Wielu moich przyjaciół straciło dach nad głową [online], www.se.pl [dostęp 2025-06-15].
6. ↑  Ca sĩ người Ukraine, Julia Belei Ivashkiv xúc động vì bài hát của nhạc sĩ Trúc Hồ. TRÚC HỒ MUSIC  2022-03-23.    [dostęp 2025-06-16].
7. ↑  Wschód Kultury - Europejski Stadion Kultury - Rzeszów | Narodowe Centrum Kultury [online], | Narodowe Centrum Kultury [dostęp 2025-06-15].
8. ↑  Gala French Touch na żywo w TVP1 [online], www.wirtualnemedia.pl, 27 października 2022 [dostęp 2025-06-15].
9. ↑  Francuski tydzień na antenie TVP Kobieta - Telewizja Polska S.A. - tvp.pl [online], centruminformacji.tvp.pl [dostęp 2025-06-15].
10. ↑  Cud życia. Jose Carreras - Specjalny Koncert Wielkanocny – opis, o czym jest konkurs, gdzie zobaczyć? [online], https://www.granice.pl [dostęp 2025-06-15].{{Cytuj}} Gołe linki: "opublikowany".
11. ↑  Telewizja Polska S.A, Jose Carreras gwiazdą koncertu "Cud życia 2" [online], pytanienasniadanie.tvp.pl [dostęp 2025-06-15].
12. ↑  Music dominates Closing Ceremony of Kraków-Małopolska 2023 European Games [online], 2 lipca 2023 [dostęp 2025-06-15] [zarchiwizowane z adresu 2024-07-23].
13. ↑  m, Julia Belei спільно з польським DJ KOMODO та британцем Thomas Sykes презентують сингл [online], Радіо Максимум, 15 maja 2023 [dostęp 2025-06-15] (ang.).
14. ↑  Wakacyjna Trasa Dwójki 2022 - Sopot 27-28.08: kto wystąpi? [BILETY, ARTYŚCI, TRANSMISJA] - Rozrywka Radio ZET [online], rozrywka.radiozet.pl, 23 sierpnia 2022 [dostęp 2025-06-15].
15. ↑  FDR, Прем’єра | Julia Belei — Дівчина Україна [online] [dostęp 2025-06-15] (ukr.).
16. ↑  Голос країни 2023 - відома українська співачка підкорила тренерів емоційним виступом - відео, фото [online], ТСН.ua, 24 września 2023 [dostęp 2025-06-15] (ukr.).
17. ↑  DeUuA7uy7hw72.2_8y, Julia Belei - Лонглист Нацвідбору-2024 [online], Євробачення 2025, 15 listopada 2023 [dostęp 2025-06-15] (ukr.).
18. ↑  Eurowizja 2024: kto z Ukrainy? Popularne nazwiska na liście uczestników selekcji [online], Eurowizja.org - najwięcej o Eurowizji, 9 listopada 2023 [dostęp 2025-06-15].
19. ↑  Byli w "The Voice", podbili krajową selekcję i zebrali miliony wyświetleń: który z twórców hitów może pojechać na Eurowizję z Ukrainy? [online], Obozrevatel [dostęp 2025-06-15].
20. ↑  Популярна співачка відмовилася від участі в Нацвідборі на Євробачення-2024: що сталося [online], www.unian.ua, 14 grudnia 2023 [dostęp 2025-06-15] (ukr.).
21. ↑  Maciej Blazewicz, Eurowizja 2024 Podsumowanie: Jan Górka ma piosenkę na preselekcje? • Znamy motyw oprawy graficznej ESC 2024! • Posłuchaj propozycji z Hiszpanii i Ukrainy [online], DZIENNIK-EUROWIZYJNY.pl, 15 grudnia 2023 [dostęp 2025-06-15].
22. ↑  „Run Dan Dan” – piosenka, która może zostać powiedzeniem tego lata [online], media.warnermusic.pl [dostęp 2025-06-15].
23. ↑  Run Dan Dan by Julia Belei on Apple Music.  2025-06-06.    [dostęp 2025-06-15].
24. ↑  Run Dan Dan – Julia Belei.      [dostęp 2025-06-15].
25. ↑  Redakcja, RUN DUN DUN Julia Belei z przebojowym kawałkiem z Ukrainy [online], DJ RAPORT, 13 czerwca 2025 [dostęp 2025-06-15].
26. ↑  Julia Belei - Run Dan Dan | RMF MAXX [online], www.rmfmaxx.pl [dostęp 2025-06-15].

https://nck.pl/dla-mediow/pakiety-prasowe/wschod-kultury-2022/artysci/europejski-stadion-kultury-rzeszow